# NGC 7596
NGC 7596 este o galaxie activă situată în constelația Vărsătorul. A fost descoperită în 28 septembrie 1886 de către Francis Leavenworth.